# 小行星6336
小行星6336（6336 Dodo）是一颗绕太阳运转的小行星，为主小行星带小行星。该小行星于1992年10月21日发现。

## 轨道参数
小行星6336的轨道半长轴为2.4732096 UA，离心率为0.097。